# Sergiu Radu
Sergiu Marian Radu (ur. 10 sierpnia 1977 w Râmnicu Vâlcea) – rumuński piłkarz występujący na pozycji napastnika.

## Kariera klubowa
Kariera Sergiu Radu rozpoczęła się w Rumunii, w drużynie Jiul Petroszany. W 1998 roku zmienił zespół na drużynę ze stolicy Rumunii – Rapid Bukareszt. Następnie dołączył do lokalnego rywala na trzy lata – Național Bukareszt.
Rok 2003 był rokiem, w którym przeniósł się do zagranicznego zespołu – Le Mans UC 72 z Francji. Spędził tam sezon 2003/2004, po którym wrócił do Naționalu. W 2005 roku Radu przeniósł się do Niemiec. Jego pierwszym zespołem w tym kraju był zespół 2. Bundesligi – Energie Cottbus. W swoim pierwszym sezonie wraz z tym klubem awansował do Bundesligi. W tamtym sezonie w 33 spotkaniach zdobył 12 goli, zaś w kolejnym w 34 meczach zdobył 14 bramek, tym samym zostając najlepszym strzelcem drużyny.
W lipcu 2007 zmienił drużynę na VfL Wolfsburg. W styczniu 2008 został wypożyczony do VfB Stuttgart, z możliwością pierwokupu. Ten zespół jednak z niego nie skorzystał i Radu ponownie przeszedł na wypożyczenie z Wolfsburga, tym razem do 1. FC Köln.
W 2009 roku wrócił do Energie Cottbus, którego barwy reprezentował do 2011 roku. Następnie przez rok grał w Alemannii Aachen, po czym zakończył karierę.